# Discours politique (Hong Kong)

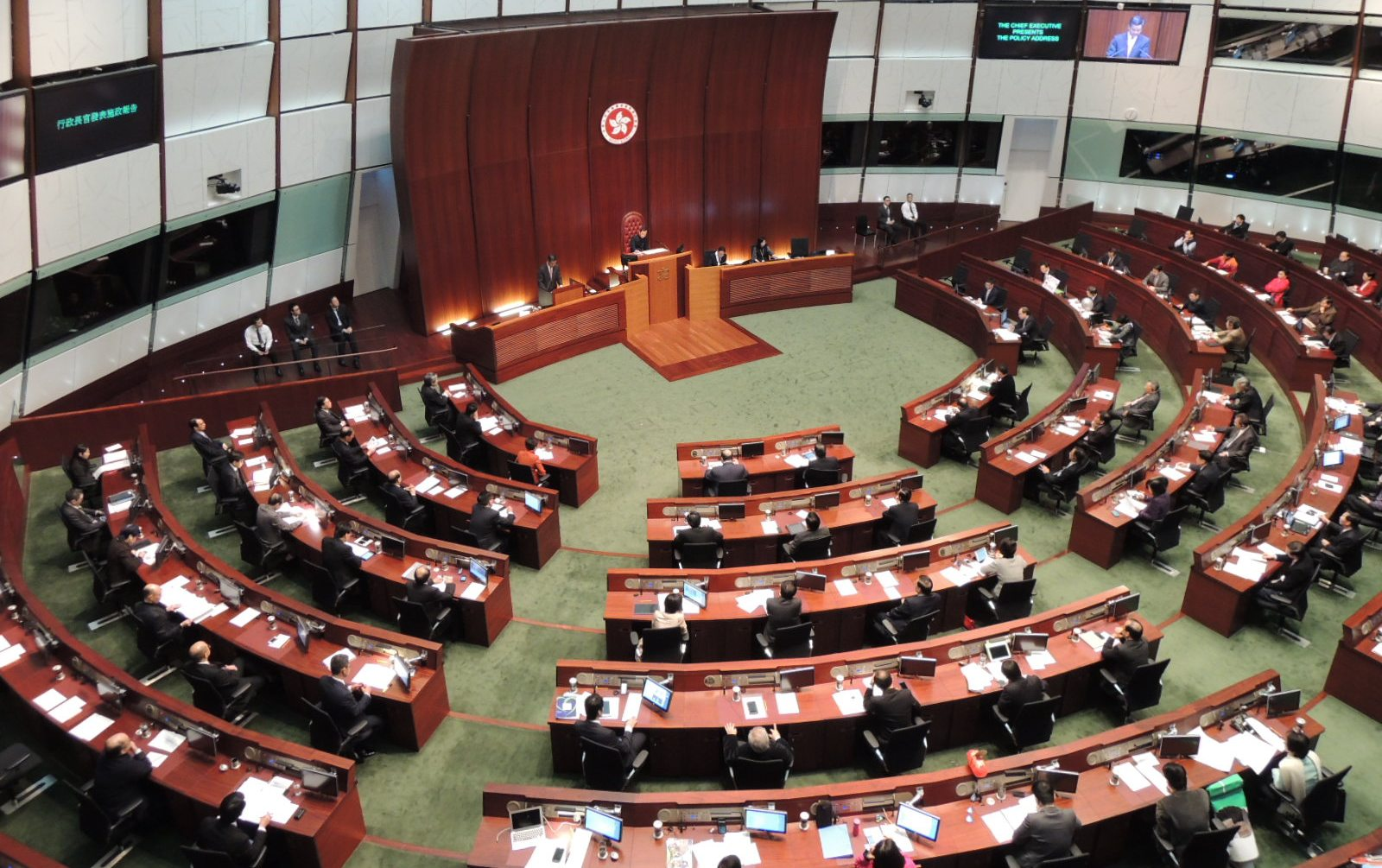
Discours politique de 2013.

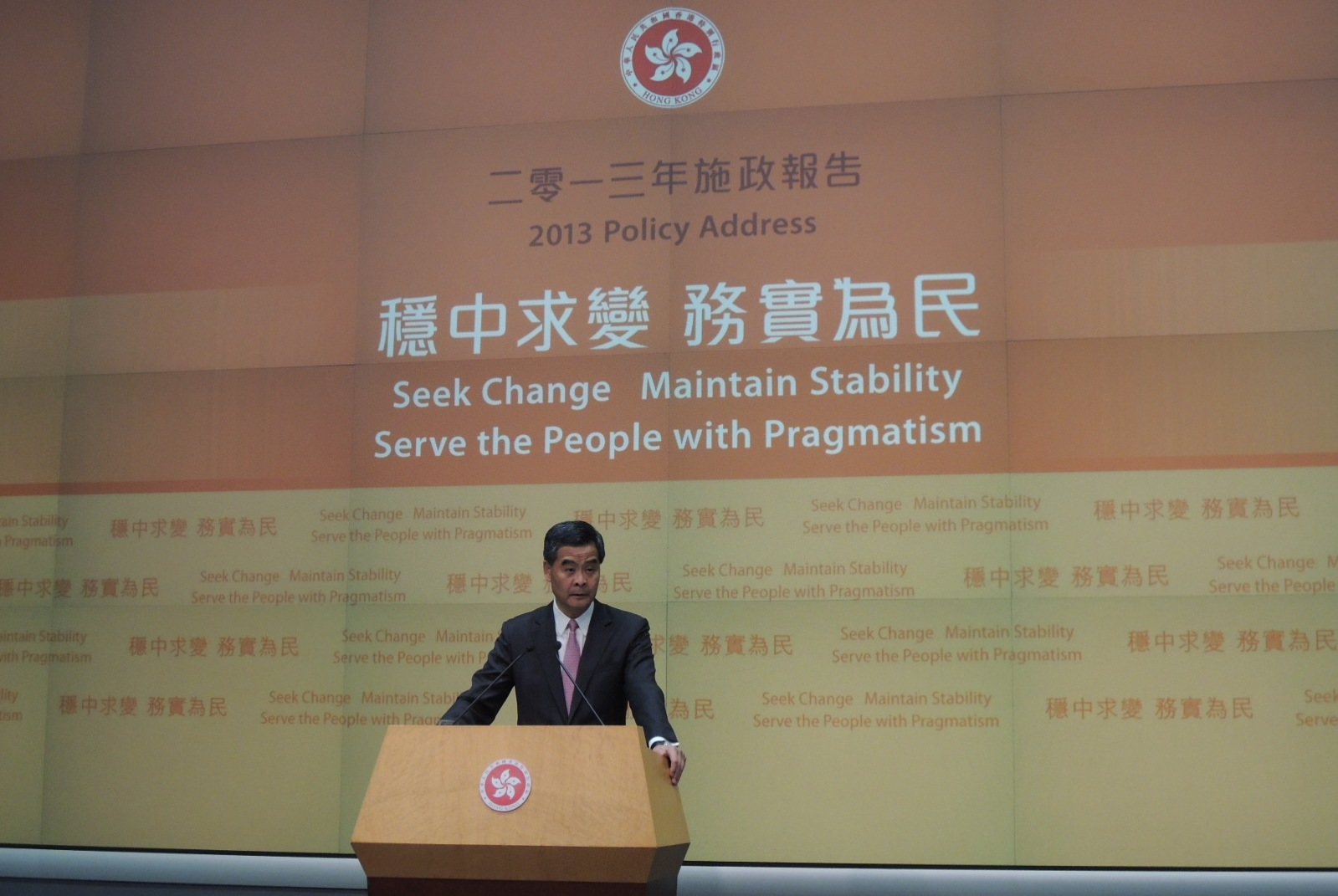
Discours politique de 2013.

Le discours politique (施政報告, Policy Address) est l'allocution annuelle du chef de l'exécutif de Hong Kong (ou du gouverneur avant la rétrocession), une tradition prescrite en vertu de l'article 64 de la loi fondamentale qui oblige le gouvernement à « présenter régulièrement des discours politiques au conseil ».

## Histoire
Le discours politique est introduit pour la première fois pendant la période coloniale par le gouverneur Murray MacLehose en 1972 sous le nom de « Discours de Son Excellence le gouverneur ». Il se base sur le modèle du discours de la reine au Royaume-Uni et vise à renforcer les communications avec les résidents de Hong Kong après les émeutes de 1967 à Hong Kong (en).
Il est initialement prononcé en octobre à l'ouverture du conseil législatif, mais en 2002, le chef de l'exécutif Tung Chee-hwa change unilatéralement la coutume pour le prononcer en janvier, avant que son successeur Donald Tsang ne décide de revenir sur cette décision et de prononcer le discours en octobre. De nouveau, le successeur de ce-dernier, Leung Chun-ying, choisit de prononcer le discours en janvier. Carrie Lam, devenue chef de l'exécutif en 2017, décide quant à elle de revenir au mois d'octobre.

## Conséquence politique
Deux semaines après le discours, le président du comité de la chambre du conseil législatif présente une motion de remerciement, semblable aux motions de réponse dans d'autres assemblées législatives, et les membres du conseil débattent du discours politique ayant été prononcé.

## Perception médiatique
La plupart des commentateurs considèrent le discours politique comme utile et comme un moyen de prédire la direction que prendra le chef de l'exécutif.

## Liste des discours politiques
| Année   | Prononcé par    | Titre anglais                                                                                                  | Titre chinois                                         |
| ------- | --------------- | --- | ----------------------------------------------------- |
| 2020    | Carrie Lam      | "Striving Ahead with Renewed Perseverance"                                                                     | 砥礪前行 重新出發                                     |
| 2019    | Carrie Lam      | "Treasure Hong Kong: Our Home"                                                                                 | 珍惜香港 共建家園                                     |
| 2018    | Carrie Lam      | "Striving Ahead; Rekindling Hope"                                                                              | 堅定前行 燃點希望                                     |
| 2017    | Carrie Lam      | "We Connect for Hope and Happiness"                                                                            | 一起同行 擁抱希望 分享快樂                            |
| 2017    | Leung Chun-ying | "Make Best Use of Opportunities; Develop the Economy; Improve People’s Livelihood; Build an Inclusive Society" | 用好機遇 發展經濟 改善民生 和諧共融                   |
| 2016    | Leung Chun-ying | "Innovate for the Economy; Improve Livelihood; Foster Harmony; Share Prosperity"                               | 創新經濟 改善民生 促進和諧 繁榮共享                   |
| 2015    | Leung Chun-ying | "Uphold the Rule of Law; Seize the Opportunities; Make the Right Choices"                                      | 重法治 掌機遇 作抉擇                                  |
| 2014    | Leung Chun-ying | "Support the Needy; Let Youth Flourish; Unleash Hong Kong's Potential"                                         | 讓有需要的 得到支援 讓年青的 各展所長 讓香港 得以發揮 |
| 2013    | Leung Chun-ying | "Seek Change; Maintain Stability; Serve the People with Pragmatism"                                            | 穩中求變 務實為民                                     |
| 2011–12 | Donald Tsang    | "From Strength to Strength"                                                                                    | 繼往開來                                              |
| 2010–11 | Donald Tsang    | "Sharing Prosperity for a Caring Society"                                                                      | 民心我心 同舟共濟 繁榮共享                            |
| 2009–10 | Donald Tsang    | "Breaking New Ground Together"                                                                                 | 羣策創新天                                            |
| 2008–09 | Donald Tsang    | "Embracing New Challenges"                                                                                     | 迎接新挑戰                                            |
| 2007–08 | Donald Tsang    | "A New Direction for Hong Kong"                                                                                | 香港新方向                                            |
| 2006–07 | Donald Tsang    | "Proactive; Pragmatic; Always People First"                                                                    | 以民為本 務實進取                                     |
| 2005–06 | Donald Tsang    | "Strong Governance For the People"                                                                             | 強政勵治 福為民開                                     |
| 2005    | Tung Chee-hwa   | "Working Together for Economic Development and Social Harmony"                                                 | 合力發展經濟 共建和諧社會                             |
| 2004    | Tung Chee-hwa   | "Seizing Opportunities for Development; Promoting People-based Governance"                                     | 把握發展機遇 推動民本施政                             |
| 2003    | Tung Chee-hwa   | "Capitalising on Our Advantages Revitalising Our Economy"                                                      | 善用香港優勢 共同振興經濟                             |
| 2001    | Tung Chee-hwa   | "Building on our Strengths; Investing in our Future"                                                           | 鞏固實力 投資未來                                     |
| 2000    | Tung Chee-hwa   | "Serving the Community; Sharing Common Goals"                                                                  | 以民為本 同心同德                                     |
| 1999    | Tung Chee-hwa   | "Quality People; Quality Home"                                                                                 | 培育優秀人才 建設美好家園                             |
| 1998    | Tung Chee-hwa   | "From Adversity to Opportunity"                                                                                | 羣策羣力 轉危為機                                     |
| 1997    | Tung Chee-hwa   | "Building Hong Kong For A New Era"                                                                             | 共創香港新紀元                                        |
| 1996    | Chris Patten    | "Hong Kong: Transition"                                                                                        | 過渡中的香港                                          |
| 1995    | Chris Patten    | "Hong Kong: Our Work Together"                                                                                 | 同心協力建香港                                        |
| 1994    | Chris Patten    | "Hong Kong: A Thousand Days and Beyond"                                                                        | 香港：掌握千日 跨越九七                               |
| 1993    | Chris Patten    | "Hong Kong: Today's Success, Tomorrow's Challenges"                                                            | 香港：立基今日 開拓明天                               |
| 1992    | Chris Patten    | "Our Next Five Years: The Agenda for Hong Kong"                                                                | 香港的未來：五年大計展新猷                            |

Les discours politiques n'ont aucun titre avant 1992.